# La Comédie de Charleroi
La Comédie de Charleroi est un recueil de nouvelles par l'écrivain français Pierre Drieu la Rochelle paru en 1934. Il se compose de six nouvelles qui s'inspirent des expériences vécues par l'auteur pendant la Première Guerre mondiale. Le livre obtint le Prix de la Renaissance.

## Liste des nouvelles

### La Comédie de Charleroi
Mme Pragen, la veuve d'un homme d'affaires, part en juillet 1919 avec son secrétaire, qui est le narrateur de cette nouvelle, de Paris pour Charleroi. Le narrateur était en août 1914 un jeune intellectuel fraîchement diplômé de Sciences Po quand il avait combattu ensemble avec son camarade Claude Pragen dans la bataille de Charleroi.  Mme Pragen cherche à Charleroi le tombeau de son fils Claude qui est mort lors de la bataille. Sous l'interrogation défiante de Mme Pragen, le narrateur se souvient de la débâcle française et de la retraite de l'armée française.

### Le Chien de l'Écriture
En février 1916, quelques dragons viennent renforcer une division française d'infanterie. Les dragons sont à la fois méprisés et enviés par les soldats qui les considèrent comme des aristocrates. Un d'eux, le sergent Grummer, cherche à joindre l'aviation, et réussit à se faire muter la veille du départ de la division pour la bataille de Verdun.
Après la guerre, le narrateur reconnaît Grummer lors de la présentation d'un film sur Verdun, et l'entend se vanter d'avoir participé à la bataille dans la division d'infanterie.

### Le Voyage des Dardanelles
Début 1915, le narrateur est sergent dans une compagnie stationnée dans une ville normande. Quand il se porte volontaire pour participer au corps expéditionnaire de Turquie, ses hommes le suivent. Le corps est transporté d'abord à Marseille où les soldats restent quelques jours et profitent des divertissement divers de la ville. Finalement, c'est le départ pour les Dardanelles où le corps français se trouve côte à côte avec des forces alliées. La nouvelle se termine avec le déclenchement de la bataille des Dardanelles et  l'attaque contre les positions turques,

### Le Lieutenant de tirailleurs
Au printemps 1917, le narrateur passe sur son chemin vers l'Italie par Marseille, ville qui est pleine de soldats de tous les pays alliés. Il fait la connaissance d'un officier marocain qui avait participé à la bataille de Verdun, et qui en a emporté le dédain de la guerre moderne des masses.

### Le Déserteur
Après la guerre, le narrateur est en mission économique dans l'Amérique du sud. Il fait la connaissance d'un Français qui avait déserté l'armée tout au début de la guerre, et ils discutent de la motivation du déserteur, la responsabilité envers la société, l'Amérique et des nationalismes des pays Européens.

### La Fin d'une guerre
Fin octobre 1918, le narrateur est interprète dans l'état major d'une division américaine stationnée devant Verdun, proche de l'endroit où le narrateur avait participé à la bataille de Verdun en 1916. Pendant que l'armistice prochain est déjà annoncé, les combats continuent toujours.